# Democid
Democid (ett hybridord från grekiska δῆμος demos, "folk" och det latinska suffixet -cida, "den som dödar"; på engelska democide) är ett begrepp introducerat av den amerikanske forskaren R.J. Rummel, som kan beskrivas som "mord genomfört av en nationell statsmakt" oavsett det handlar om politiska lönnmord, politiska massmord eller folkmord.
Följande definitioner ingår:
- Democid: mord av någon person eller folk av statsmakten i ett land inkluderande folkmord, politicide och massmord.[1]
- Politicid (engelska: politicide): mord på någon person eller folk av statsmakten i ett land på grund av deras politiska åsikter eller av politiska anledningar
- Massmord: obegränsat dödande av någon person eller folk av statsmakten i ett land
- Folkmord (genocid; engelska: genocide): bland annat dödande av människor av statsmakten i ett land på grund av deras grupptillhörighet (ras, etnicitet, religion, språk)

Democid är ett vidare begrepp än folkmord enligt Folkmordskonventionen antagen av FN. Anledningen till att Rummel föreslagit detta begrepp är att genocid/folkmord har begränsad tillämpbarhet och flera grova fall av massdödande utförda av myndigheter klarar sig undan folkmordsetiketten, vilket kan strida mot rättsmedvetandet hos allmänheten. Democid omfattar inte döda i strider mellan militärer och inte heller dömda till döden på legala grunder. "Government", som på engelska som har något vidare begrepp, avser i Rummels definition flera grupper som utövar makt, till exempel regering, statliga myndigheter, säkerhetspolis, militärer, gäng och krigsherrar som agerar med statsmaktens godkännande.

## Democid under perioden 1900–1987
R.J. Rummel har redovisat antal döda inom democid-begreppet för 1900-talet:
- Sovjetunionen (1900-1987): 61 911 000
- Kina, folkrepubliken (1949-1987): 35 236 000
- Tyskland, nazistregimen (1933-45): 20 946 000
- Kina, Kuomintang (1928-1949): 10 075;000
- Japan, militärregimen (1936-1945): 5 964;000
- Kina, Mao Zedongs rådsstyre (1923-1949): 3 466;000
- Kambodja, Röda Khmerernas regim (1975-1979): 2 035 000
- Turkiet (1909-1918): 1 883 000
- Vietnam (1945-1987): 1 670 000
- Nordkorea, misstänkta mord (1948-1987): 1 663 000
- Polen, den tidiga kommunistperioden (1945-1948): 1 585 000
- Mexiko, misstänkta mord (1900-1920): 1 417 000
- Jugoslavien, Titoperioden (1944-1987): 1 072 000
- Ryssland, misstänkta mord (1900-1917): 1 066 000
- Kina, krigsherrar (1917-1947): 910 000
- Turkiet, Atatürks regim (1919-1923): 878 000
- Storbritannien (1900-1987): 816 000[förklaring behövs]
- Portugal (1926-1982): 741 000
- Indonesien (1965-1987): 729 000